# Ralph de Coggeshall
Ralph de Coggeshall (falecido após 1227), historiador inglês e cronista, foi inicialmente um monge e depois o sexto abade (1207–1218) da Abadia de Coggeshall, uma fundação Cisterciense em Essex. Ele também é conhecido por suas crônicas sobre a Terceira Cruzada e sobre Gerardo de Ridefort.

## Chronicon Anglicanum
O próprio Ralph nos conta esses fatos; e que sua renúncia ao cargo de abade foi feita contra a vontade dos irmãos, em consequência de sua má saúde. Ele assumiu e continuou um Chronicon Anglicanum pertencente à sua casa; o trabalho original começa em 1066, sua própria parte começa em 1187. Ele esperava chegar ao ano de 1227, mas sua cópia autógrafa termina três anos antes.
Ralph não faz pretensões de ser um artista literário. Quando ele tinha uma autoridade escrita à sua frente, ele se contentava em reproduzir até mesmo a fraseologia de seu original. Em outros momentos, ele encadeia em ordem cronológica, sem nenhuma conexão, as anedotas que ele reunia de visitantes casuais.
Ao contrário de Benedictus Abbas e Roger de Hoveden, ele faz pouco uso de documentos; apenas três cartas são citadas em seu trabalho. Por outro lado, as correções e rasuras do autógrafo mostram que ele se esforçava para verificar seus detalhes; e seus informantes às vezes são dignos de confiança excepcional. Assim, ele garante que o capelão de Ricardo, Anselm, seja a fonte da história da captura do rei por Leopoldo da Áustria.
O tom da crônica é geralmente imparcial; mas o texto original continha algumas críticas pessoais a Príncipe João, que são reproduzidas em Roger de Wendover. A admiração com que Ralph via Henrique II é atestada pela sua edição da crônica de Ralph Niger; aqui, no ano de 1161, ele responde às críticas intemperadas do autor original. No entanto, o papel de Ralph na edição da crônica de Niger é agora contestado, e acredita-se que um monge do mosteiro próximo de St Osyth tenha feito a emenda. Sobre Ricardo I, o abade faz um julgamento ponderado, admitindo as grandes qualidades desse rei, mas argumentando que seu caráter degenerou. Apenas em relação a João, Ralph é uniformemente hostil; como cisterciense e aderente da família Mandeville, ele dificilmente poderia ser diferente.
Ralph se refere no Chronicon (s.a. 1091) a um livro de visões e milagres que ele havia compilado, mas que não mais existe. Ele também escreveu uma continuação da crônica de Niger, abrangendo de 1162 a 1178 (impressa na edição de R. Anstruther de Niger, Londres, 1851), e pequenos anais de 1066 a 1223.
O manuscrito autógrafo do Chronicon Anglicanum encontra-se na British Library (Cotton, Vespasiano D. X). O mesmo volume contém a continuação de Ralph Niger. O Chronicon Terrae Sanctae, antigamente atribuído a Ralph, é de outra autoria; estava entre as fontes das quais ele se baseou para o Chronicon Anglicanum. O chamado Libellus de motibus anglicanis sub rege Johanne (impresso por Martène e Durand, Ampl. Collectio, v. pp. 871–882) é meramente um excerto do Chronicon Anglicanum. Esta última obra foi editada para a Rolls Series em 1875 por Joseph Stevenson.